# Comuna Veazoveț, Bilohirea
Veazoveț (în ucraineană В'язовець) este o comună în raionul Bilohirea, regiunea Hmelnîțkîi, Ucraina, formată din satele Stavok și Veazoveț (reședința).

## Demografie
Componența lingvistică a comunei Veazoveț
     Ucraineană (99,3%)
     Alte limbi (0,52%)
Conform recensământului din 2001, majoritatea populației comunei Veazoveț era vorbitoare de ucraineană (99,3%), existând în minoritate și vorbitori de alte limbi.